# チャンピオン・カーニバル (プロレス)
チャンピオン・カーニバル（英: Champion Carnival、略称: CC）は、全日本プロレスが主催するヘビー級選手によるシングルマッチのリーグ戦。「春の祭典」、「春の本場所」として毎年春に開催される。

## 概要
1973年4月から全日本プロレスの創設者でもあるジャイアント馬場の「世界のチャンピオンを集めて雌雄を決したい」という構想の下に始まった。事実上の前身である日本プロレスが過去同時期（4-5月）に開催した『ワールド大リーグ戦』に匹敵し、事実上の後継となる大一番の大会であるとともに、年末の『世界最強タッグ決定リーグ戦』に並ぶ全日本プロレス最大のイベントとなった。数多くの名レスラーが優勝を目指して好勝負を展開し、数多くの夢の対決がファンに提供された。
優勝者を決定する方式として、リーグ戦方式とトーナメント方式があり、リーグ戦は総当たり式と2ブロック式と2種類あり、総当たり式は上位2名、2ブロック式は各ブロックの上位1名が優勝決定戦に進出している。ただし例外として、1975年はベスト4までトーナメントで4者総当たりの決勝リーグ戦、1997年は巴戦でそれぞれ優勝者を決定した。
1991年以降、優勝者が三冠ヘビー級王者でない場合、自動的に挑戦権が与えられている。
優勝決定戦の会場は、初期は地方で、1991年以降はほとんどが日本武道館。2001年以降は再び地方でも行われ、2007年、2008年、2011年は後楽園ホールで5連戦が行われた。
プロレス四天王時代はハードなシングルマッチの連戦で多数の負傷者が出た。その反省か、後に三沢光晴らが全日本を脱退して旗揚げしたプロレスリング・ノアでは、シングルトーナメント（リーグ戦）はほとんど行われていない（三沢逝去後の2010年にグローバル・リーグ戦が開催された）。だが、チャンピオン・カーニバルによって選手の地力が大いに高められたのも事実である。
ワールド大リーグ戦からの歴史的経緯で、日本のプロレスリングシーンにおいて、最も権威のあるイベントとして知られる。当初は全日本プロレスリング所属選手と海外からの参加選手を交えた大会だったが、近年は他団体からの参戦も増え、再び事実上「シングルレスラー実力日本一決定戦」としての地位を確保しつつある。
1983年から1990年の間は多数のタイトルマッチを行うシリーズ（『グランド・チャンピオン・カーニバル』など）として開催された。
日本テレビで放送されていた『全日本プロレス中継』の放送時間の変更は、本シリーズ中に行われることが多かった（リーグ戦、トーナメント戦では1979年、1994年、2000年）。
点数は、勝ち2点、負け0点、時間切れ引き分け1点、両者反則・両者リングアウト・無効試合は0点。

## 主な記録
記録は2025年現在。
- 最多出場：18回

諏訪魔（2005年 - 2015年、2017年 - 2024年）
- 最多連続出場：12大会連続

宮原健斗（2014年 - 2025年）
- 最多優勝：7回

ジャイアント馬場（1973年 - 1975年、1977年、1978年、1981年、1982年）
- 最多連続優勝：3大会連続

ジャイアント馬場（1973年 - 1975年）
- 全勝優勝

ジャンボ鶴田（1991年）
スタン・ハンセン（1992年）
ゼウス（2020年）
- 三冠ヘビー級王者の優勝

ジャンボ鶴田（1991年）
スタン・ハンセン（1992年）
三沢光晴（1998年）
ベイダー（1999年）
小橋健太（2000年）
天龍源一郎（2001年）
宮原健斗（2019年）
- 外国人選手の優勝

アブドーラ・ザ・ブッチャー（1976年、1979年）
スタン・ハンセン（1992年、1993年）
ベイダー（1999年）
太陽ケア（2006年、2012年）
- 他団体選手の優勝

永田裕志（新日本プロレス）（2011年）
関本大介（大日本プロレス）（2016年）
丸藤正道（プロレスリング・ノア）（2018年）
- 最年長優勝：51歳2か月

天龍源一郎（2001年）
- 最年少優勝：26歳6か月

青柳優馬（2022年）
- デビュー最短優勝：3年5か月

諏訪魔（2008年）

## 第1回（1973年）
参加15名
- ジャイアント馬場 ※優勝
- マーク・ルーイン ※準優勝
- ザ・デストロイヤー
- キング・イヤウケア
- ムース・モロウスキー
- ヒロ・マツダ
- カリプス・ハリケーン
- バロン・シクルナ
- サンダー杉山
- 大熊元司
- マシオ駒
- アントニオ・プグリシー
- マティ鈴木
- マッド・ラシアン
- サムソン・クツワダ

内容
トーナメントの結果、馬場が第1回大会優勝。
当時、未だ見ぬ強豪といわれていたルーインが初来日、馬場と決勝で覇を競う。
リーグ戦対象外でザ・シークがシリーズ特別参加。
デストロイヤーはこのシリーズから全日本所属として出場。シリーズ期間中に鶴田友美が武者修行のためテキサス州アマリロへ出発した。

## 第2回（1974年）
参加15名
- ジャイアント馬場 ※優勝
- ミスター・レスリング ※準優勝
- ジャンボ鶴田
- マーク・ルーイン
- ザ・デストロイヤー
- サンダー杉山
- マティ鈴木
- 高千穂明久
- サムソン・クツワダ
- マシオ駒
- アブドーラ・ザ・ブッチャー
- キング・イヤウケア
- ルーファス・ジョーンズ
- ジョー・ソト
- セーラー・ホワイト

内容
馬場が2連覇。決勝で敗れたレスリングはその場で潔く覆面を脱ぎ、正体がティム・ウッズであることを明かした。
1回戦のデストロイヤーとブッチャーの試合は試合が成立しないほど荒れ、4回連続ノーコンテストのため両者失格となった。
当初参加予定だったマリオ・ミラノが来日中止となり、急遽国際プロレスのシリーズに参戦中だったホワイトが出場した。

## 第3回（1975年）
参加14名（）内は決勝リーグ戦の成績
- ジャイアント馬場（3勝） ※優勝
- ジン・キニスキー（2勝1敗） ※準優勝
- ザ・デストロイヤー（1勝2敗）
- ミスター・レスリング（3敗）
- ジャンボ鶴田
- 高千穂明久
- キラー・コワルスキー
- 大熊元司
- スティーブ・カーン
- マイク・ジョージ
- グレート小鹿
- サムソン・クツワダ
- ボブ・オートン・ジュニア
- マーク・ルーイン

内容
馬場が無敗で3連覇を果たした。この大会ではトーナメントを勝ち進んだベスト4が4者総当たりによる決勝リーグを行うという方式が採用された（馬場、キニスキー、デストロイヤー、レスリングが決勝リーグに進出）。
リーグ戦対象外で前半戦にディック・ザ・ブルーザー、後半戦にブルーノ・サンマルチノが特別参加。

## 第4回（1976年）
参加14名
- アブドーラ・ザ・ブッチャー 18点 ※優勝
- ジャイアント馬場 18点 ※準優勝
- ジャンボ鶴田 17点
- 大木金太郎 17点
- ザ・バラクーダ 17点
- ザ・デストロイヤー 16点
- キング・イヤウケア 16点
- サムソン・クツワダ 9点
- ザ・ビースト 9点
- グレート小鹿 7点
- 大熊元司 6点
- ラリー・レーン 6点
- バディ・ウォルフ 4点
- ラリー・シャープ 0点

内容
この年から総当たりリーグ戦になる。リーグ戦は2点差以内に7人がひしめき合う大混戦となり、混戦を抜けだした馬場とブッチャーが優勝決定戦に進出。優勝決定戦は馬場が反則暴走しブッチャーが初優勝。
リーグ戦対象外でハーリー・レイスがシリーズ特別参加。
バラクーダの正体はマリオ・ミラノ。

## 第5回（1977年）
参加15名
- ジャンボ鶴田 21点 ※準優勝
- ジャイアント馬場 20点 ※優勝
- アブドーラ・ザ・ブッチャー 20点
- 大木金太郎 18点
- ザ・デストロイヤー 17点
- スーパー・デストロイヤー 16点
- ブル・ラモス 16点
- 高千穂明久 12点
- サムソン・クツワダ 11点
- グレート小鹿 10点
- 大熊元司 9点
- ジム・デュラン 6点
- ビル・ホワイト 4点
- ホセ・ゴンザレス 2点
- レッド・ウルフ 0点

内容
鶴田がリーグ戦を1位通過、馬場とブッチャーが2位で並んだ。日本武道館で行われた最終戦はまず馬場がブッチャーから反則勝ちを収め優勝決定戦に進出。師弟対決となった優勝決定戦は馬場が鶴田に貫禄勝ちで2年ぶり4度目の優勝。
スーパー・デストロイヤーの正体は本家ドン・ジャーディン。

## 第6回（1978年）
参加15名
- アブドーラ・ザ・ブッチャー 25点 ※準優勝
- ジャイアント馬場 24点 ※優勝
- ジャンボ鶴田 22点
- 大木金太郎 20点
- キム・ドク 17点
- ザ・デストロイヤー 16点
- ドン・レオ・ジョナサン 16点
- キング・イヤウケア 16点
- ブラック・テラー 12点
- テッド・デビアス 10点
- グレート小鹿 4点
- 大熊元司 4点
- ロッキー羽田 4点
- ルーク・グラハム 2点
- フランク・モレル 0点

内容
優勝決定戦はリーグ戦2位の馬場がリーグ戦1位のブッチャーにリングアウト勝ちを収め2連覇。
ブラック・テラーの正体はタンク・パットン。

## 第7回（1979年）
参加16名
- アブドーラ・ザ・ブッチャー 24点 ※優勝
- ジャンボ鶴田 24点 ※準優勝
- ジャイアント馬場 23点
- ザ・デストロイヤー 22点
- ディック・スレーター 21点
- 大木金太郎 18点
- ドス・カラス 18点
- キラー・トーア・カマタ 16点
- マリオ・ミラノ 10点
- 石川隆士 8点
- グレート小鹿 6点
- 大熊元司 6点
- ロッキー羽田 6点
- ビリー・フランシス 4点
- ドン・ミラノ 2点
- ビッグ・レッド 0点

内容
鶴田とブッチャーにより行われた優勝決定戦は両者リングアウトとなったため急遽再試合となり、鶴田を地獄突きで撃墜したブッチャーがエルボー・ドロップで仕留め2度目の優勝。大会期間中の3月31日に「全日本プロレス中継」が土曜8時から撤退し、優勝決定戦は土曜夕方に移動後最初の週に放送された。

## 第8回（1980年）
参加13名
- ジャンボ鶴田 19点 ※優勝
- ディック・スレーター 19点 ※準優勝
- アブドーラ・ザ・ブッチャー 18点
- テリー・ファンク 18点
- ジャイアント馬場 17点
- タイガー戸口 15点
- テッド・デビアス 12点
- レイ・キャンディ 8点
- ミステリアス・アサシン 6点
- ロッキー羽田 4点
- グレート小鹿 4点
- 大熊元司 2点
- カール・ファジー 0点

内容
テリーとブッチャーが数年来の遺恨を持ち込んだ形となり、軍団抗争の様相で優勝戦線は混沌となった。スレーターはリーグ戦で馬場と鶴田から白星を挙げ、鶴田とともにトップで優勝決定戦に進出。優勝決定戦は鶴田が必殺のジャーマン・スープレックスでスレーターを下し、念願の初優勝を果たした。
リーグ戦対象外でザ・シークがシリーズ特別参加。シリーズ最終戦の後楽園ホール大会でブッチャーと一騎討ちを行ったが、実況中の倉持隆夫アナウンサーが乱闘に巻き込まれ負傷するというアクシデントがあった。
覆面レスラーのアサシンはシリーズ中に何度もマスクを剥がされ、終盤は素顔のボビー・ジャガーズとして出場した。

## 第9回（1981年）
参加14名
- ジャイアント馬場 21点 ※優勝
- ジャンボ鶴田 19点 ※準優勝
- アブドーラ・ザ・ブッチャー 18点
- ブルーザー・ブロディ 18点
- ジャック・ブリスコ 18点
- タイガー戸口 17点
- キラー・ブルックス 12点
- ジ・アベンジャー 10点
- 石川隆士 8点
- グレート小鹿 6点
- ロッキー羽田 6点
- プリンス・トンガ 6点
- 大熊元司 4点
- ウェイン・ファリス 3点

内容
馬場と鶴田がトップで並び、ブッチャーとブロディが1点差で追う展開で大阪府立体育会館での最終戦を迎える。最終戦はまず鶴田とブッチャーが両者リングアウトに終わり脱落。続いて登場した馬場は逆転優勝を狙うブロディをフライング・ボディシザース・ドロップで下し6度目の優勝。
次の「'81インター・チャンピオン・シリーズ」で復活インターナショナル・ヘビー級王座の争奪トーナメントが行われ、チャンピオン・カーニバルの成績上位者に特別参加のドリー・ファンク・ジュニアとテリーが出場したが、そのシリーズの終了後にブッチャーが新日本プロレスのリングに上がり移籍を表明、戸口も全日本を離脱し、新日本との「引き抜き合戦」が幕を開けた。
アベンジャーの正体はムース・モロウスキー。ファリスは後にWWFで活躍したホンキー・トンク・マン。

## 第10回（1982年）
参加18名
- ジャイアント馬場 27点 ※優勝
- ジャンボ鶴田 26点 ※準優勝
- ブルーザー・ブロディ 26点 ※準優勝
- テッド・デビアス 26点 ※準優勝
- 天龍源一郎 24点
- ビル・ロビンソン 23点
- モンゴリアン・ストンパー 18点
- アレックス・スミルノフ 16点
- バック・ロブレイ 14点
- マイティ井上 9点
- ロッキー羽田 8点
- プリンス・トンガ 8点
- 石川隆士 7点
- 佐藤昭雄 6点
- グレート小鹿 6点
- 大熊元司 6点
- ビル・ハワード 0点

内容
連覇を狙う馬場はストンパー戦、ロビンソン戦と立て続けに無得点試合に終わり出遅れるが、ロビンソンは膝を痛め脱落、ブロディと鶴田が星を潰し合い最終戦へ。最終戦はまず鶴田が初出場の天龍と引き分けに終わり脱落、馬場はブロディの反則暴走で勝ちを拾い逆転で連覇を達成、通算7度目の優勝。このリーグ戦には特別レフェリーとしてルー・テーズが参加、また出場予定だった阿修羅・原は身内に不幸があったためシリーズ序盤を欠場、リーグ戦消化が困難となり棄権。この年を最後に優勝争いの形式はいったん終了した。
カーニバル本戦終了と同時に開幕した「グランド・チャンピオン・シリーズ」にはブロディ、デビアス、ストンパー、ロブレイが残留参加し、ザ・ファンクス、レイス、スタン・ハンセン、ジミー・スヌーカが合流。

## 未開催期間
リーグ戦が開催されなかった1983年から1990年の間も、毎年「チャンピオン・カーニバル」の名を冠したシリーズが開催され、NWA世界ヘビー級王者、AWA世界ヘビー級王者を始め、豪華メンバーが多数参加していた。
1983年
- '83グランド・チャンピオン・カーニバル（3月・4月）…シリーズ前半は若手・中堅8選手によるリーグ戦「ルー・テーズ杯争奪リーグ戦」が開催され、決勝で越中詩郎が三沢光晴を破り優勝。後半には、1982年度の世界最強タッグ決定リーグの上位3チームである、馬場&鶴田、ファンクス、ハンセン&ブロディの超獣コンビの3チームによる2回戦総当たりの「10万ドル争奪世界最強タッグ・リーグ戦リマッチ」を開催、フォール・ギブアップ勝ち5点、リングアウト・反則勝ち＆時間切れ引き分け3点という、普段とは違う得点方式で行われ、最終戦で馬場組を下した超獣コンビが優勝。シリーズ中盤には馬場&鶴田がハンセン&ロン・バスにインターナショナル・タッグ王座を奪われる波乱があり、ヘクター・ゲレロ相手にNWAインターナショナル・ジュニアヘビー級王座を防衛した大仁田厚が試合後に左膝に重傷を負い、王座返上を余儀なくされるなどのアクシデントもあった。他にレイス、デビアス、スミルノフ、ケリー・フォン・エリック、ジプシー・ジョー、チック・ドノバンなどが参戦。
- '83グランド・チャンピオン・カーニバルII（5月・6月）…前シリーズで大仁田が返上したNWAインタージュニア王座の新王者を決める5人参加のリーグ戦が行われ、優勝戦でチャボ・ゲレロがウルトラセブンを破り王座返り咲きを果たした。最終戦の6月8日・蔵前国技館大会ではNWA世界ヘビー級王座（リック・フレアー対鶴田）、PWFヘビー級王座（馬場対ブロディ）、NWAインターナショナル・ジュニアヘビー級王座（チャボ対井上）の3大タイトルマッチが行われた。他にスレーター、デストロイヤー、ロディ・パイパー、ニコリ・ボルコフ、ビル・アーウィン、キラー・キムなどが参戦。
- '83グランド・チャンピオン・カーニバルIII（7月・8月）…「テリー・ファンクさよならシリーズ」の別名通り、このシリーズの主役はテリーで、連日メインイベントやセミファイナルに登場。シリーズ序盤にはニック・ボックウィンクルが特別参加し、鶴田相手にAWA世界ヘビー級王座の防衛戦を行った。他にタイガー・ジェット・シン、上田馬之助、スミルノフ、ジョー、ジェリー・モロー、ジェリー・オーツなどが参戦。シリーズ終盤にはシン&上田が馬場&鶴田からインターナショナル・タッグ王座を奪取した。

1984年
- '84グランド・チャンピオン・カーニバル（3月・4月）…シリーズ2戦目の3月24日に早くも蔵前大会が行われ、PWF（ハンセン対馬場）、AWA（鶴田対ボックウィンクル）、UN（天龍対デビアス）、NWAインタージュニア（井上対マジック・ドラゴン）の4大タイトルマッチが行われた。シリーズ後半には新設のPWF世界タッグ王座の初代王者組を決めるリーグ戦が行われ、超獣コンビ、鶴龍コンビ、馬場&ドリー・ファンク・ジュニア、ハイ・フライヤーズ（グレッグ・ガニア&ジム・ブランゼル）の4チームが2回戦総当たりで対戦、4月25日の横浜文化体育館大会で馬場&ドリーを下した超獣コンビが初代王者組となるが、この試合で超獣コンビの合体パイルドライバーを受けた馬場が首を負傷し、デビュー以来続いていた国内連続無欠場記録が途切れた。馬場はその後、鶴田と保持していたインタータッグ王座も返上している。他にデビアス、バス、バグジー・マグロー、ジョー・ルダック、ボブ・ブラウン、デビッド・サンマルチノなどが参戦。
- '84グランド・チャンピオン・カーニバルII（5月・6月）…故デビッド・フォン・エリック追悼興行でフレアーからNWA世界ヘビー級王座を奪取したケリー・フォン・エリックが王者として来日、5月22日の田園コロシアム大会でAWA世界王者の鶴田との王座統一戦が発表されたが、鶴田はシリーズ前の米国遠征でリック・マーテルに敗れ王座から転落、22日の試合はケリーの防衛戦として行われた。ケリーも5月24日横須賀大会でフレアーとの再戦に敗れ王座を失い、フレアーはその後レイス相手に防衛戦を行った。最終戦の6月14日・後楽園ホール大会では日本初のエリミネーション・マッチ（馬場&鶴田&天龍&トンガ対シン&上田&鶴見五郎&バズ・タイラー）が行われ、日本組が馬場の1人残りで勝利している。トンガは2年ぶりの日本凱旋、また長期欠場が続いていた大仁田がこのシリーズから復帰。他にレイス、ロビンソン、デストロイヤー、ジョー、ボビー・ヒーナンなどが参戦。シリーズ終了後の6月22日には全日本と「新日本プロレス興行」（のちのジャパンプロレス）の業務提携を発表。
- '84グランド・チャンピオン・カーニバルIII（7月・8月）…AWA新王者のマーテルが来日、全日本最後の蔵前大会となった7月31日には鶴田相手に防衛に成功。同大会ではメインイベントで馬場がハンセンを首固めで丸め込みPWF王座を奪回。また2代目タイガーマスクのデビューも発表された。大会前日の7月30日には全日本とUWAの業務提携が発表され、グラン浜田の参戦も決定した。他にスレーター、スミルノフ、ロジャー・カービー、カール・フォン・スタイガー、ヒューゴ・サビノビッチなどが参戦。

1985年
- '85ワールド・チャンピオン・カーニバル（10月）…この年の1月から長州力、谷津嘉章、アニマル浜口、キラー・カーンらジャパンプロレス勢が本格参戦、興行人気が高まったことから全日本プロレス中継の10月からのゴールデンタイム復帰（土曜夜7時）が決定、それに合わせて本来「ジャイアント・シリーズ」が行われるこの時期に開催。シリーズ序盤から中盤にかけてはドリー、ロビンソン、チャボ、ミル・マスカラス、テリー・ゴディなどが参戦。ロビンソンはこれが選手として最後の来日となった。ゴールデン復活第1回放送の10月19日からはテリー、ロード・ウォリアーズ、そしてNWA王者フレアー、AWA王者マーテルが来日。10月21日の両国国技館大会ではフレアー対マーテルによる「NWA・AWA世界王座統一戦」が実現した。

1986年
- チャンピオン・カーニバル'86（3月・4月）…前年暮れにマーテルを破りAWA新王者となったハンセンが王者として来日、鶴田や長州相手に防衛戦を行ったほか、デビアスとのコンビでPWF世界タッグの防衛戦も行った。また前シリーズで天龍が返上したUNヘビー級王座の新王者を決める6人参加のリーグ戦が行われ、優勝戦で天龍がデビアスを破り王座に返り咲いた。3月29日の開幕戦でタイガーマスクがヘビー級転向のためNWAインタージュニア王座を返上、4月1日からカルガリーハリケーンズが参戦、さらに4月13日には元横綱の輪島大士の入団発表が行われた。ジャパンプロレス勢やハリケーンズなど日本人選手が多数出場していたため、参戦外国人はハンセン、デビアス、バス、オレイ・アンダーソンの4選手のみだった。

1987年
- '87チャンピオン・カーニバル（3月・4月）…前シリーズから欠場を続けていた長州が全日本プロレスとの契約を解除し独立すると一方的に発表。その後、小林邦昭らジャパンプロレスの一部選手やハリケーンズのスーパー・ストロング・マシーン&ヒロ斎藤と共にシリーズ参戦をボイコットし、ジャパンプロレスは分裂状態となった。長州が保持していたPWF王座は剥奪され、ドリーとハンセンの間で王座決定戦が行われるもドロー。ドリーは権利を輪島に譲るが、最終戦で輪島はハンセンに首固めで敗れ、王座獲得はならなかった。他にデビアス、トミー・リッチ、ピート・ロバーツ、カルロス・コロンなどが参戦。このシリーズで精彩を欠いた天龍が、原と「天龍同盟」を結成するのは次のシリーズである。

1988年
- '88チャンピオン・カーニバル（3月・4月）…全日本プロレス中継が4月から日曜夜10時半に降格となり、開幕戦の3月26日古河大会が同番組の最後の生中継となった。翌日の武道館大会でブロディが鶴田から4年半ぶりにインターヘビー級王座を奪回し、同日ハンセン相手にUN・PWFの二冠を防衛した天龍と4月15日の大阪大会で史上初めて三冠ヘビー級王座の統一をかけて対戦したが両者リングアウトに終わり統一はならず。ブロディはその後鶴田にインター王座を奪回され、最終戦の4月22日川崎市体育館大会でリッチと組み天龍&原（龍原砲）のPWF世界タッグ王座に挑戦したが敗退。これがブロディの日本での最後の試合となった。他にブッチャー、シン（共に前半戦特別参加）、スヌーカ（後半戦特別参加）、ビッグ・ブーバー、オースチン・アイドル、トム・マギーなどが参戦。

1989年
- '89チャンピオン・カーニバル（3月・4月）…前年から続く三冠統一の機運はますます高まり、4月16日のインター王者鶴田対UN・PWF王者ハンセンの試合が無効試合とまたも不透明決着に終わり、この結果に観客が激怒、あわや暴動の騒ぎとなる。2日後、大田区体育館で両者による再戦が行われ、今度は鶴田がハンセンを丸め込み、三冠ヘビー級王座の初代王者となる。鶴田はその2日後、大阪での最終戦において天龍をパワーボムで失神に追い込み初防衛に成功。シリーズ期間中にジョン・テンタのWWF移籍が決定、また全日本の社長が4月1日付で松根光雄から馬場に交代した。シリーズ終了の翌日、左ヒザ内側靱帯断裂で欠場していたタイガーマスクが膝の靭帯の移植手術を行った。他にブッチャー（前半戦特別参加）、レイス（後半戦特別参加）、ゴディ、トム・ジンク、ダニー・クロファット、ダグ・ファーナス、ダスティ・ローデス・ジュニアなどが参戦。

1990年
- '90チャンピオン・カーニバル（3月・4月）…開幕戦で谷津嘉章がスティーブ・ウィリアムスのバックドロップで首を負傷、残りの試合を欠場するアクシデントが発生。4月7日に天龍同盟の解散が発表される。シリーズ期間中の4月13日には東京ドームで「日米レスリング・サミット」が開催され、ハルク・ホーガン対ハンセン、馬場&アンドレ・ザ・ジャイアント対デモリッション（アックス&スマッシュ）、天龍対ランディ・サベージなどが行われた。4月19日の最終戦では鶴田対天龍の三冠戦が行われたが、前シリーズで天龍と仲間割れしたハンセンが天龍の入場時を急襲し不完全燃焼の内容に終わる。天龍はシリーズ終了後の4月26日に辞表を提出し退団、全日本に激震が走った。シリーズ期間中に全日本プロレス中継が日曜の深夜枠に降格。

## 第11回（1991年）
参加14名
Aブロック
- スタン・ハンセン 12点 ※準優勝
- 三沢光晴 10点
- ダイナマイト・キッド 8点
- 小橋健太 6点
- ダグ・ファーナス 4点
- テキサス・ターミネーター・ホス 2点
- ジョニー・エース 0点

Bブロック
- ジャンボ鶴田 12点 ※優勝
- ダニー・スパイビー 10点
- 川田利明 8点
- 田上明 6点
- ダニー・クロファット 4点
- ジョニー・スミス 2点
- カクタス・ジャック 0点

内容
リーグ戦形式のチャンピオン・カーニバルが復活。2リーグ形式となり、Bブロック1位のジャンボ鶴田がAブロック1位のスタン・ハンセンに勝利し見事に全勝優勝。10年ぶりのリーグ戦復活とあって鶴田以外は全員初出場であった。なお、この年のリーグ戦はAB両ブロックとも、1位は全勝、2位は1位に敗れた以外3位以下に全勝、3位は1位2位に敗れた以外全勝……最下位は全敗、という珍しい星取りとなった。

## 第12回（1992年）
参加20名
Aブロック
- 三沢光晴 17点 ※準優勝
- ジャンボ鶴田 16点
- テリー・ゴディ 15点
- ジョニー・エース 12点
- 渕正信 10点
- ダグ・ファーナス 8点
- ジャイアント・キマラII 6点
- 菊地毅 4点
- マスター・ブラスター（英語版） 2点
- ジョー・ディートン 0点

Bブロック
- スタン・ハンセン 18点 ※優勝
- スティーブ・ウィリアムス 15点
- 川田利明 12点
- ダニー・スパイビー 12点
- 小橋健太 11点
- 田上明 8点
- ダニー・クロファット 8点
- 小川良成 4点
- デビット・アイズリー 2点
- ビリー・ブラック 0点

内容
ジュニアヘビー級の選手や中堅外国人選手が大量にエントリーされたが、実力差の大きい主力選手との試合では秒殺決着が相次いだ。三つ巴の激戦となったAブロックでは、昨年の覇者・ジャンボ鶴田が無敗にもかかわらず、2回の時間切れ引き分けによる失点2でリーグ戦で敗退する一幕も。決勝ではスタン・ハンセンが徹底的に左腕を攻撃する三沢を逆転のラリアットて3カウント。リーグ戦含めて文句なしの全勝優勝を果たした。

## 第13回（1993年）
参加13名
- スタン・ハンセン 20点 ※優勝
- 三沢光晴 20点 ※準優勝
- テリー・ゴディ 19点
- スティーブ・ウィリアムス 19点
- 川田利明 18点
- 田上明 17点
- 小橋健太 12点
- デイビーボーイ・スミス 8点
- ジョニー・エース 8点
- パトリオット 7点
- ダニー・クロファット 4点
- ダグ・ファーナス 4点
- 秋山準 0点

内容
再び1リーグ形式に戻った。上位の選手がお互いに星を潰しあい大混戦となり、その中でハンセンと三沢がトップで並び優勝戦に進出。2年連続の組み合わせとなった優勝戦はハンセンがパワーボムで三沢を返り討ちにし、2連覇を達成した。

## 第14回（1994年）
参加12名
- 川田利明 19点 ※優勝
- スティーブ・ウィリアムス 19点 ※準優勝
- スタン・ハンセン 18点
- 田上明 17点
- 小橋健太 17点
- ジョニー・エース 11点
- 秋山準 9点
- ビッグ・ジョン・ノード 6点
- ダグ・ファーナス 4点
- ジョニー・スミス 4点
- ジ・イーグル 4点
- 三沢光晴 4点

内容
2年連続準優勝の三沢が2戦戦った後欠場するというアクシデントが発生。リーグ戦は三沢を除くプロレス四天王とハンセン、ウィリアムスの優勝争いとなったが、ハンセンは小橋と田上に連敗し脱落、川田とウィリアムスがハンセン以外に全勝し優勝決定戦に進出。17年ぶりに日本武道館で行われた優勝戦は川田がパワーボム3連発で勝利し、超世代で初の優勝者となった。大会期間中に全日本プロレス中継が30分枠に縮小。

## 第15回（1995年）
参加11名
- 三沢光晴 17点 ※優勝
- 田上明 17点 ※準優勝
- 川田利明 16点
- スタン・ハンセン 16点
- 小橋健太 13点
- ジョニー・エース 11点
- 秋山準 6点
- ダグ・ファーナス 6点
- ダニー・スパイビー 4点
- ダニー・クロファット 4点
- 大森隆男 0点

内容
前年準優勝のウィリアムスが開幕直前に「家庭の事情」のため来日をキャンセル。三沢は全勝で勝ち進んでいったものの、川田戦で左眼窩骨折という事態になる。去年に引き続きリタイアかと心配されたが、その後も出場し、7勝3分で優勝戦に進出。田上も順調に勝ち点を重ねていき、優勝戦はプロレス四天王同士の対決となった。三沢がタイガー・スープレックスで田上を下し、怪我を乗り越えての初優勝を果たした。

## 第16回（1996年）
参加12名
- 田上明 17点 ※優勝
- スティーブ・ウィリアムス 17点 ※準優勝
- 三沢光晴 16点
- スタン・ハンセン 16点
- 小橋健太 16点
- 川田利明 15点
- ゲーリー・オブライト 12点
- ジョニー・エース 9点
- パトリオット 6点
- 秋山準 5点
- 大森隆男 2点
- 本田多聞 1点

内容
田上はハンセンに勝利するなど確実にポイントを稼いだ。2大会ぶり参戦のウィリアムスも三沢や川田を倒し優勝戦に進出。優勝戦で田上はノド輪落としで勝利し、前回準優勝の雪辱を果たし初優勝。

## 第17回（1997年）
参加13名
- 川田利明 19点 ※優勝
- 小橋健太 19点
- 三沢光晴 19点
- スタン・ハンセン 18点
- スティーブ・ウィリアムス 18点
- 田上明 18点
- ゲーリー・オブライト 12点
- ジョニー・エース 10点
- 秋山準 9点
- ジャイアント・キマラ 6点
- 本田多聞 4点
- 大森隆男 4点
- 泉田純 0点

内容
川田、小橋、三沢の3人が19点で並び、史上初の巴戦での優勝決定戦となった。第1試合は三沢と小橋が引き分け。第2試合は疲労が残る三沢を川田が下し、川田は小橋との第3試合も勝利。川田は初のシングルでの三沢越えを果たすとともに、2度目の優勝を達成した。

## 第18回（1998年）
参加13名
- 三沢光晴 19点 ※優勝
- 秋山準 19点 ※準優勝
- 川田利明 18点
- 小橋健太 18点
- スタン・ハンセン 17点
- スティーブ・ウィリアムス 17点
- ジョニー・エース 14点
- ゲーリー・オブライト 12点
- 田上明 8点
- 大森隆男 6点
- ジャイアント・キマラ 4点
- ウルフ・ホークフィールド 4点
- 泉田純 0点

内容
秋山がハンセンを破るなどの活躍で優勝戦に進出し、三沢も三冠王者の貫禄を見せるなど優勝戦に駒を進めた。優勝戦では三沢が得意のエルボーで秋山に勝利し、2度目の優勝を果たした。

## 第19回（1999年）
参加10名
- 小橋健太 16点 ※準優勝
- ベイダー 15点 ※優勝
- 三沢光晴 14点
- 秋山準 11点
- 田上明 11点
- ジョニー・エース 9点
- ゲーリー・オブライト 8点
- 高山善廣 3点
- 新崎人生 2点
- 大森隆男 1点

内容
小橋は三沢にフォール勝ちを収めるなど1位でリーグ戦を終える。初参加のベイダーは三沢に敗れたものの、それ以外は無敗で2位となり優勝戦に進出した。優勝戦はベイダーアタックでベイダーが小橋に勝利し、初出場で初優勝を達成した。

## 第20回（2000年）
参加16名
- 小橋健太 ※優勝
- 大森隆男 ※準優勝
- 三沢光晴
- スティーブ・ウィリアムス
- ジョニー・スミス
- ベイダー
- マイク・バートン
- 泉田純
- 本田多聞
- ジョニー・エース
- 高山善廣
- 川田利明
- 井上雅央
- 秋山準
- ウルフ・ホークフィールド
- 田上明

内容
1975年大会以来のトーナメントで行われた。1回戦で秋山を7秒でフォールした大森が勢いに乗って決勝に進出したが小橋の牙城は崩せず、小橋は前年準優勝の悔しさを晴らし悲願の初優勝を飾った。大会期間中に全日本プロレス中継が日曜深夜から水曜深夜に移動したが、3ヶ月後に大量離脱により番組打ち切りとなった。

## 第21回（2001年）
参加10名
- 天龍源一郎 15点※優勝
- 太陽ケア 15点※準優勝
- 川田利明 14点
- スティーブ・ウィリアムス 13点
- マイク・バートン 13点
- 藤原喜明 7点
- ジョニー・スミス 7点
- 長井満也 2点
- ジム・スティール 2点
- ジョージ・ハインズ 2点

内容
三沢、小橋、田上ら同年旗揚げしたプロレスリング・ノア勢が大量離脱して初の大会。天龍の電撃復帰や藤原喜明ら新顔の登場で、顔触れは一変した。再びリーグ戦形式で行われたが、川田は最終戦でウィリアムスに敗れ、天龍とケアに逆転を許してしまう。1か月前の三冠戦の再戦となった優勝戦は天龍が再びケアに勝利し、初優勝を飾った。

## 第22回（2002年）
参加14名
Aブロック
- 小島聡 11点
- マイク・バートン 10点 ※準優勝
- 長井満也 6点
- ジム・スティール 6点
- 安生洋二 5点
- 嵐 2点
- 川田利明 2点

Bブロック
- 天龍源一郎 12点
- 武藤敬司 8点 ※優勝
- 太陽ケア 7点
- スティーブ・ウィリアムス 7点
- マイク・ロトンド 3点
- ジョージ・ハインズ 3点
- 荒谷信孝 2点

内容
前のシリーズで武藤を破り三冠王座に返り咲いた川田だったが、1試合を戦ったところで負傷によりリタイヤ、三冠王座も返上した。Aブロックからは小島とバートンが無敗で優勝決定トーナメントに進出。Bブロックは天龍が全勝と抜け出し、武藤は膝を痛め2敗を喫する苦しい展開になるも何とか抜け出した。優勝決定トーナメントでは武藤が小島とバートンに勝利し、全日入団後の最初のシリーズを初優勝で飾った。

## 第23回（2003年）
参加10名
- 小島聡 ※優勝
- 嵐 ※準優勝
- 武藤敬司
- ジョージ・ハインズ
- ビッグ・ジョン・テンタ
- ギガンテス
- ザ・グラジエーター
- 荒谷信孝
- ジョニー・スミス
- 安生洋二

内容
この年はトーナメントで行われた。連覇を狙った武藤が準決勝で嵐に敗れる波乱があった。決勝では小島が嵐をラリアットで下して初優勝した。

### ジュニアヘビー・チャンピオン・カーニバル
参加6名
- カール・コンティニー
- ジミー・ヤン
- カズ・ハヤシ
- グラン浜田
- 土方隆司
- 愚乱・浪花

内容
初の試みとして開催された。格闘探偵団バトラーツの常連外国人だったカール・グレコ（マレンコ）ことカール・コンティニーと、元WCWのジミー・ヤンが勝ち点8で並び、優勝戦でカールが勝利。世界ジュニアヘビー級王者への挑戦権を獲得した。

## 第24回（2004年）
参加10名
Aブロック
- 佐々木健介 7点 ※準優勝
- 武藤敬司 5点 ※優勝
- ジャマール 4点
- 嵐
- カズ・ハヤシ

Bブロック
- 大森隆男 7点
- 小島聡 5点
- 太陽ケア 4点
- 川田利明 2点
- 荒谷望誉 2点

内容
川田がまたしても開幕早々に負傷でリタイヤとなった。優勝決定戦は小島に勝った健介と大森に勝った武藤との勝負になり、武藤がシャイニング・ウィザードからムーンサルトプレスで勝利を収め、2度目の優勝を達成した。

## 第25回（2005年）
参加12名
Aブロック
- 小島聡 7点
- 佐々木健介 6点 ※優勝
- 太陽ケア 5点
- 嵐 4点
- ジャイアント・バーナード 4点
- 近藤修司 2点

Bブロック
- 川田利明 7点
- ジャマール 6点 ※準優勝
- 武藤敬司 5点
- ブキャナン 5点
- チャック・パルンボ 5点
- 諏訪間幸平 2点

内容
ジャマールがその巨漢を生かした戦いで小島に勝利。健介は川田をノーザンライトボムで下し、この2名が決勝戦に進んだ。決勝では、健介が痛めた右腕を攻められる苦しい展開になるもラリアットからノーザンライトボムでジャマールにフォール勝ちし、昨年準優勝の無念を晴らした。

## 第26回（2006年）
参加12名
Aブロック
- 諏訪魔 7点 ※準優勝
- 太陽ケア 6点 ※優勝
- 武藤敬司 5点
- 佐々木健介 5点
- 吉江豊 5点
- ブキャナン 2点

Bブロック
- 鈴木みのる 9点
- 小島聡 8点
- ディーロ・ブラウン 5点
- 嵐 4点
- 中嶋勝彦 2点
- マット・モーガン 2点

内容
鈴木と小島はともに無敗でリーグ戦を突破したが、鈴木はケアにうまく丸め込まれフォール負け、小島もVOODOO-MURDERSの乱入によりリングアウト負けを喫した。決勝ではケアが得意技の波乗りスープレックス、TKOで流れを手繰り寄せ、最後はH5Oで勝利した。またセコンドについたRO&DがVMの乱入を阻止し、勝利に貢献した。ケアはベイダー以来、約7年ぶりの外国人のチャンピオン・カーニバル優勝を達成した。

## 第27回（2007年）
参加10名
Aブロック
- 武藤敬司 6点 ※優勝
- 諏訪魔 5点
- 佐々木健介 5点
- 太陽ケア 4点
- 大鷲透 0点

Bブロック
- 川田利明 5点 ※準優勝
- 小島聡 4点
- TAJIRI 4点
- 鈴木みのる 3点
- RO'Z 2点

内容
平日の後楽園ホール5連戦（各組5人ずつの総当たり戦。その後最終日に各組1位選手同士で決勝戦を行う）として開催された。三冠王者（当時）の鈴木がTAJIRIにまさかの黒星をつけられるなどの波乱もある中、決勝に勝ち上がったのは武藤と川田であった。2人とも互いに歳を感じさせない激しいファイトで、最後は武藤が2発目のムーンサルトを決め、3年ぶり3度目の優勝を果たした。なお、日替わりでお笑い芸人（原口あきまさ→三又又三→イジリー岡田→ダチョウ倶楽部→神奈月）がゲスト解説を務めた。

## 第28回（2008年）
参加10名
- Aブロック
  - 棚橋弘至（新日本プロレス） 6点 ※準優勝
  - 武藤敬司 5点
  - 川田利明 5点
  - 小島聡 4点
  - 太陽ケア 0点
- Bブロック
  - 諏訪魔 5点 ※優勝
  - 佐々木健介 4点
  - ジョー・ドーリング 4点
  - 鈴木みのる 4点
  - 西村修 3点

内容
前年同様、後楽園ホール5連戦で行われた。新日本から棚橋が初参戦し、武藤らを抑えて決勝にコマを進めたが、決勝ではVMから離脱した諏訪魔が棚橋との同世代対決を制し、鶴田の7年1か月を上回る史上最速のデビュー3年5か月でチャンピオン・カーニバル初制覇を果たした。なお、日替わりでグラビアアイドル（相澤仁美→田代さやか→愛川ゆず季→原幹恵→小阪由佳）がゲスト解説を務めた。

## 第29回（2009年）
参加12名
- Aブロック
  - 武藤敬司 8点
  - カズ・ハヤシ 7点 ※準優勝
  - 高山善廣 6点
  - 西村修 5点
  - ジョー・ドーリング 4点
  - 真田聖也 0点
- Bブロック
  - 小島聡 8点
  - 鈴木みのる 6点 ※優勝
  - 諏訪魔 5点
  - 太陽ケア 5点
  - 浜亮太 4点
  - ゾディアック 2点

内容
2年続いた後楽園ホール5連戦に代わり、3年ぶりに地方興行で公式戦が行われた。前年末の最強タッグに続き新人の浜が抜擢され、ゾディアックとケアから2勝を挙げる健闘をみせた。最終日にJCBホールで行われた決勝トーナメントでは、ジュニアヘビー級から出場したカズが小島に勝利してジュニアで初めて決勝に進出したが、鈴木が準決勝の武藤に続きカズもゴッチ式パイルドライバーで沈め、参加4年目で初優勝となった。

## 第30回（2010年）
参加10名
- Aブロック
  - 鈴木みのる 6点 ※優勝
  - 河野真幸 5点
  - 小島聡 4点
  - 浜亮太 4点
  - 真田聖也 1点
- Bブロック
  - 船木誠勝 7点 ※準優勝
  - 諏訪魔 5点
  - KIYOSHI 4点
  - 太陽ケア 2点
  - レネ・デュプリー 2点

内容
武藤が大会期間中の4月5日に右ヒザの手術を行ったため不参加となった。3月の両国国技館大会で三冠王者となった浜だったが、2勝止まりで決勝トーナメントに進めなかった。決勝は前回覇者の鈴木対初出場の船木と3月の両国大会の再戦となったが、鈴木がスリーパーで初めて船木を下し1993年のハンセン以来3人目となる連覇を達成した。なお、ゲスト解説としてレスリングオリンピック2大会銀メダリストの太田章が迎えられた。

## 第31回（2011年）
参加12名
- Aブロック
  - 永田裕志（新日本プロレス） 8点 ※優勝
  - 諏訪魔 6点
  - 船木誠勝 6点
  - KONO 6点
  - 大森隆男 4点
  - 浜亮太 0点
- Bブロック
  - 真田聖也 8点 ※準優勝
  - 秋山準（プロレスリング・ノア） 7点
  - 鈴木みのる 6点
  - 太陽ケア 5点
  - ジョー・ドーリング 4点
  - KENSO 0点

内容
3年ぶりに後楽園ホール5連戦で行われた。ノアの秋山が11年ぶりに出場し注目を集めたが、最後の公式戦で鈴木に敗れ脱落した。馬場以来の3連覇に王手をかけたかと思われた鈴木だったが最終日に過去2年でゼロ勝の真田に不覚を喫し、急成長の真田が優勝戦に進出した。優勝戦は初出場の永田が真田に貫禄の差を見せ、岩石落とし固めで快勝し初優勝した。永田は直前に行われたNEW JAPAN CUPに続き、新日本・全日本両団体の「春の祭典」を制した。

## 第32回（2012年）
参加14名
- Aブロック
  - 永田裕志（新日本プロレス） 9点
  - 諏訪魔 7点 ※準優勝
  - 大森隆男 6点
  - 河野真幸 6点
  - 関本大介（大日本プロレス） 6点
  - KENSO 4点
  - 浜亮太 4点
- Bブロック
  - 曙 10点
  - 太陽ケア 9点 ※優勝
  - 真田聖也 8点
  - 征矢学 6点
  - 岡林裕二（大日本プロレス） 5点
  - 吉江豊 2点
  - 征矢匠 2点

内容
前年の最強タッグに続き、アジアタッグ王者組の関本と岡林が参戦、全日本マットで永田（新日本）対関本（大日本）の公式戦も実現した（永田の勝ち）。優勝戦は、決勝トーナメント準決勝で初出場の曙を下した諏訪魔と、永田の連覇を阻止したケアの顔合わせ（2006年決勝戦と同一カード、全日生え抜き同士の決勝もこの時以来）となり、20分を超える熱戦の末、タイガードライバー'91まで繰り出したケアがTKOで諏訪魔をフォールし2度目の優勝を飾り、三冠王者・秋山への挑戦権を手にした。

## 第33回（2013年）
参加12名
- Aブロック
  - 潮崎豪 8点
  - 真田聖也 7点
  - 諏訪魔 5点
  - 大森隆男 4点
  - 河野真幸 4点
  - 浜亮太 2点
- Bブロック
  - 秋山準 8点 ※優勝
  - KAI 6点 ※準優勝
  - 船木誠勝 4点
  - 曙 4点
  - KENSO 4点
  - ジョー・ドーリング 4点

内容
前年末にノアを退団し、新たに全日本を主戦場にした5人によるユニット「バーニング」から秋山と潮崎が参戦、2人は前評判通り各ブロックをトップで通過して決勝トーナメントに進出、優勝戦は準決勝で潮崎に全日参戦後初黒星を付けた初出場のKAIと、真田を一蹴した秋山の顔合わせとなり、KAIの首を集中攻撃するなど非情に徹した秋山が最後は十八番のリストクラッチ式エクスプロイダーで快勝し、10回目の出場で悲願の初優勝を遂げた。

## 第34回（2014年）
参加12名
- Aブロック
  - 大森隆男 8点 ※優勝
  - 諏訪魔 8点
  - 曙 6点
  - ケンドー・カシン（フリー） 4点
  - 宮原健斗 2点
  - 西村修（フリー） 0点
- Bブロック
  - 秋山準 8点 ※準優勝
  - ジョー・ドーリング 8点
  - 潮崎豪 7点
  - ゼウス 3点
  - KENSO 2点
  - 吉江豊（フリー） 2点

内容
シリーズ開幕前まで肺炎で入院していた三冠王者の曙は初優勝を目指し強行出場したものの、3試合を消化した所で再び体調を崩し入院した。また、Bブロック首位と好調だった潮崎もゼウスとの公式戦で右母指中手骨を骨折し無念のリタイヤとなった。大阪府立体育会館で行われた最終戦で大森が諏訪魔を、秋山がドーリングをそれぞれ下し決勝へ進出。決勝は連覇を目指す秋山が対戦成績で圧倒する大森を一方的に攻め立てるが、その猛攻をしのいだ大森がアックスボンバー3発で秋山をフォールし、初優勝した。

## 第35回（2015年）
参加12名
- Aブロック
  - 諏訪魔 7点 ※準優勝
  - 潮崎豪 7点（優勝決定戦進出者決定戦で敗退。）
  - 大森隆男 6点
  - 真霜拳號（KAIENTAI DOJO） 4点
  - 吉江豊（フリー） 2点
  - ボディガー 2点
- Bブロック
  - 曙 8点 ※優勝
  - 宮原健斗 7点
  - 秋山準 6点
  - ジョー・ドーリング 6点
  - ゼウス 3点
  - KENSO 0点

内容
実力伯仲、本命不在のリーグ戦は混戦となり、最終戦を迎えた段階ではAブロックでは潮崎、大森、諏訪魔の3人に、Bブロックでは秋山、曙、宮原、ドーリングの4人に優勝の目が合った。最終戦である4月25日の後楽園ホール大会でAブロックは吉江に勝った潮崎と大森に勝った諏訪魔が7点で並び、優勝戦進出者決定戦で諏訪魔が勝利して優勝決定戦に進出した。Bブロックは宮原が秋山に勝つも曙がドーリングに勝ち、単独1位で優勝決定戦に進出した。優勝決定戦は諏訪魔のバックドロップ、ラリアット、スリーパーホールドといった猛攻を返した曙が張り手の連打、河津落とし、ヨコヅナインパクトを決め、初優勝を決めるとともに昨年の途中リタイアの雪辱を果たした。

## 第36回（2016年）
参加14名
- Aブロック
  - 関本大介（大日本プロレス） 8点 ※優勝
  - 宮原健斗 7点
  - 真霜拳號（KAIENTAI DOJO）7点
  - 秋山準 6点
  - ボディガー（フリー） 6点
  - スーパー・タイガー（リアルジャパンプロレス） 6点
  - 野村直矢 2点
- Bブロック
  - ゼウス 10点 ※準優勝
  - 吉江豊（フリー） 8点
  - 崔領二（プロレスリングLAND'S END） 8点
  - 大森隆男 6点
  - 青木篤志 6点
  - ジェイク・リー 2点
  - 神谷英慶（大日本プロレス） 2点

内容
開幕戦で秋山がスーパー・タイガーに、ゼウスが崔に敗れるなど序盤は所謂「外敵」の活躍が目立った。そんな中、三冠王者としてリーグ戦に臨んだ宮原が白星を重ねていくが、最終戦で関本との直接対決に敗れ脱落した。一方、Bブロックは残り5試合を全勝したゼウスが勝ち上がりを見せた。大阪で行われた優勝決定戦は地元の声援を受けたゼウスが奮闘するも、最後は関本が必殺の原爆固めで24分の熱闘を制し初優勝した。なお、当初はドーリングの出場が発表されていたが、悪性の脳腫瘍が見つかり治療に専念のため、欠場となったことからドーリングの代わりに青木が出場した。

## 第37回（2017年）
参加14名
- Aブロック
  - ジョー・ドーリング 8点 ※準優勝
  - 宮原健斗 7点
  - 関本大介（大日本プロレス） 7点
  - ゼウス 6点
  - 崔領二（プロレスリングLAND'S END） 6点
  - KAI 6点
  - ジェイク・リー 2点
- Bブロック
  - 石川修司（フリー） 9点 ※優勝
  - 諏訪魔 8点
  - 真霜拳號（KAIENTAI DOJO） 8点
  - ボディガー（フリー） 6点
  - 野村直矢 4点
  - 橋本大地（大日本プロレス） 4点
  - 大森隆男 3点

内容
札止めの盛況となった後楽園ホールの開幕戦で前年度覇者の関本が2年ぶり出場のドーリングに敗れる波乱の幕開けとなり、また前年度準優勝のゼウスも4戦で3敗と出遅れ、脱落した。一方、今度こそ初優勝を目指す宮原は3連勝と好スタートを切るも終盤にゼウスと崔に連敗して後退、さらに関本も最終戦でゼウスに敗れ、Aブロックはドーリングが勝ち上がった。一方のBブロックは諏訪魔、真霜と初出場の石川の争いになるが諏訪魔と真霜がボディガーを相手に取りこぼし、順調に白星を重ねた石川が優勝戦に進出した。博多で行われた優勝戦は石川がドーリングとの巨漢同士の激戦を制して初優勝、2年連続で「外敵」が優勝するという結果になった。

## 第38回（2018年）
参加16名
- Aブロック
  - 宮原健斗 10点 ※準優勝
  - 石川修司 8点
  - ジョー・ドーリング 8点
  - 火野裕士（フリー） 8点
  - 鷹木信悟（DRAGON GATE） 8点
  - 崔領二（プロレスリングLAND'S END） 6点
  - 野村直矢 4点
  - ボディガー（フリー） 4点
- Bブロック
  - 丸藤正道（プロレスリング・ノア） 10点 ※優勝
  - 諏訪魔 8点
  - 秋山準 8点
  - ゼウス 8点
  - KAI（フリー） 6点
  - ヨシタツ（フリー） 6点
  - ディラン・ジェイムス（フリー） 6点
  - 吉江豊（フリー） 4点

内容
Aブロックは開幕戦で前年度優勝の石川が火野に、宮原が鷹木に敗れる波乱の幕開け。初出場の火野は4連勝と好スタートを切ったもののその後連敗し、最後は火野との直接対決を制した宮原が優勝戦に進出。一方Bブロックは初出場の丸藤が最終戦で秋山を下し優勝戦へ。優勝戦は丸藤が25分近い激闘を制し初優勝、宮原の持つ三冠王座への挑戦権を獲得した。

## 第39回（2019年）
参加18名
- 優勝：宮原健斗
- 準優勝：ジェイク・リー

| Aブロック            | Aブロック | Aブロック | Aブロック | Aブロック | Aブロック | Aブロック | Aブロック | Aブロック | Aブロック | Aブロック |                  |                          |
|                      | 宮原      | ゼウス    | 石川      | 青柳      | 崔        | 青木      | ディラ    | ギアニ    | 岡林      | 得点      |                  |                          |
| -------------------- | --------- | --------- | --------- | --------- | --------- | --------- | --------- | --------- | --------- | --------- | ---------------- | ------------------------ |
| 宮原健斗             | —         | ●         | ●         | ○         | ○         | ○         | ○         | ●         | ○         | 10        | 【6年連続6回目】 |                          |
| ゼウス               | ○         | —         | ●         | ●         | ●         | ○         | ○         | ○         | ●         | 8         | 【6年連続6回目】 |                          |
| 石川修司             | ○         | ○         | —         | ○         | △         | ○         | ●         | ●         | ●         | 9         | 【3年連続3回目】 |                          |
| 青柳優馬             | ●         | ○         | ●         | —         | ○         | ●         | ●         | ○         | ●         | 6         | 【初出場】       |                          |
| 崔領二               | ●         | ○         | △         | ●         | —         | ●         | ●         | ○         | ○         | 7         | 【4年連続4回目】 | （LAND'S END）           |
| 青木篤志             | ●         | ●         | ●         | ○         | ○         | —         | ○         | ○         | ●         | 8         | 【3年ぶり2回目】 |                          |
| ディラン・ジェイムス | ●         | ●         | ○         | ○         | ○         | ●         | —         | ○         | △         | 9         | 【2年連続2回目】 | （フリー）               |
| ギアニー・ヴァレッタ | ○         | ●         | ○         | ●         | ●         | ●         | ●         | —         | ○         | 6         | 【初出場】       | （プロレスリングマルタ） |
| 岡林裕二             | ●         | ○         | ○         | ○         | ●         | ○         | △         | ●         | —         | 9         | 【7年ぶり2回目】 | （大日本プロレス）       |

| Bブロック            | Bブロック | Bブロック | Bブロック | Bブロック | Bブロック | Bブロック | Bブロック | Bブロック | Bブロック | Bブロック |                   |                    |
|                      | 諏訪魔    | 野村      | ジェイ    | ジョー    | ヨシタ    | 橋本      | アドニ    | レッド    | 吉田      | 得点      |                   |                    |
| -------------------- | --------- | --------- | --------- | --------- | --------- | --------- | --------- | --------- | --------- | --------- | ----------------- | ------------------ |
| 諏訪魔               | —         | ●         | ○         | ○         | ●         | ○         | ●         | ●         | ○         | 8         | 【3年連続14回目】 |                    |
| 野村直矢             | ○         | —         | ○         | ●         | ○         | ●         | ○         | ●         | ○         | 10        | 【4年連続4回目】  |                    |
| ジェイク・リー       | ●         | ●         | —         | ○         | ○         | ●         | ○         | ○         | ○         | 10        | 【2年ぶり3回目】  |                    |
| ジョー・ドーリング   | ●         | ○         | ●         | —         | ●         | ○         | ●         | ○         | ○         | 8         | 【3年連続9回目】  | （フリー）         |
| ヨシタツ             | ○         | ●         | ●         | ○         | —         | ●         | ○         | ○         | ●         | 8         | 【2年連続2回目】  | （フリー）         |
| 橋本大地             | ●         | ○         | ○         | ●         | ○         | —         | ●         | ○         | ●         | 8         | 【2年ぶり2回目】  | （大日本プロレス） |
| サム・アドニス       | ○         | ●         | ●         | ○         | ●         | ○         | —         | ●         | ●         | 6         | 【初出場】        |                    |
| ジョエル・レッドマン | ○         | ○         | ●         | ●         | ●         | ●         | ○         | —         | ●         | 6         | 【初出場】        |                    |
| 吉田隆司             | ●         | ●         | ●         | ●         | ○         | ○         | ○         | ○         | —         | 8         | 【初出場】        | （DRAGON GATE）    |

内容
当初はKAIENTAI-DOJOの真霜拳號の出場が発表されていたが右肩の負傷により欠場となったため、代役として青木が出場を志願した。Aブロックは7年ぶり出場の岡林とディランが9点で並び8点の宮原とゼウスが追っていたが、最終公式戦でディランとゼウスが敗れ脱落し、宮原が岡林との直接対決を制し逆転で優勝戦に進出。Bブロックは6人が8点で並ぶ混戦となったが、最終公式戦で橋本とヨシタツが敗れ脱落し、ドーリングを破ったジェイクと諏訪魔を下した野村が10点で並び、決定戦で勝利したジェイクが初の優勝戦進出。優勝戦は27分に及ぶ熱戦を宮原が制し、念願の初優勝。三冠ヘビー級王者の優勝は2001年の天龍源一郎以来、18年ぶり。

## 第40回中止（2020年）
出場が予定されていた選手
- 宮原健斗
- ゼウス
- 石川修司
- ヨシタツ
- 青柳優馬
- KAI（フリー）
- 入江茂弘（フリー）
- 杉浦貴（プロレスリング・ノア）
- 諏訪魔
- ジェイク・リー
- 崔領二（プロレスリングLAND'S END）
- ギアニー・ヴァレッタ
- 神谷英慶（大日本プロレス）
- 吉田綾斗（2AW）
- TAJIRI（フリー）
- 大森隆男

内容
当初は野村直矢の出場が発表されていたが頸椎椎間板ヘルニアのため欠場となり、代わりにTAJIRIが13年ぶりにエントリーされた。その後出場予定だったジョエル・レッドマン、ルーカス・スティール、デイビーボーイ・スミスJr.の3人が新型コロナウイルス感染拡大の影響で来日不可能となり、大森隆男の追加出場が発表されたが、新型コロナウイルス感染拡大が収束せず、4月2日に史上初めて大会の開催中止を決めた。

## 第40回代替（2020年）
参加10名
- Aブロック
  - ゼウス 8点 ※優勝
  - ジェイク・リー 6点
  - 諏訪魔 2点
  - 黒潮"イケメン"二郎（フリー） 2点
  - 羆嵐（フリー） 2点
- Bブロック
  - 宮原健斗 6点 ※準優勝
  - 石川修司 4点
  - 青柳優馬 4点
  - 芦野祥太郎（フリー） 4点
  - ヨシタツ 2点

内容
7月25日、9月12日開幕、10月5日優勝戦の日程で代替開催が決定した。また出場予定選手も大幅に変更。
こうして開幕したリーグ戦は、Aブロックは三冠＆世界タッグ五冠王の諏訪魔が1勝3敗と振るわず、ゼウスとジェイクが全勝でリーグ最終日に激突し、ゼウスが新技フェイスロックで勝利し4年ぶりの優勝戦進出。一方のBブロックは2勝1敗で並んでいた宮原と石川が最終日に対戦し、宮原が勝利し3年連続で優勝戦へ。優勝決定戦は30分を越える激闘の末、ゼウスがジャックハマーからの片エビ固めで勝利し、7度目の出場で悲願の初優勝。

## 第41回（2021年）
参加10名
- ジェイク・リー 12点 ※優勝
- 諏訪魔 10点
- ゼウス 10点
- 宮原健斗 10点 ※準優勝
- 石川修司 10点
- 青柳優馬 10点
- 佐藤耕平（フリー） 10点
- 芦野祥太郎（フリー）8点
- 大谷晋二郎（プロレスリングZERO1） 4点
- 土肥こうじ（フリー） 2点

内容
20年ぶりに10名総当たりで行われるリーグ戦は4月9日に大阪で開幕。しかし4月23日の緊急事態宣言発出を受け、4月25日以降は28日の保土ヶ谷大会を除き、5月3日の最終戦まで全ての大会が無観客で開催された。優勝争いは、残り1試合を残して4人が勝ち点10で並んだ状態で最終戦を迎え、まず最初に登場した佐藤が青柳に、続いて登場した諏訪魔が石川にそれぞれ敗れ脱落。メインの宮原対ジェイクの勝者が優勝となり、残り3分を切ったところで勝負に出たジェイクがD4Cで宮原を下し初優勝、諏訪魔への三冠王座挑戦を表明した。

## 第42回（2022年）
参加12名
【Aブロック】
- ジェイク・リー　8点　※準優勝
- 石川修司　6点
- 芦野祥太郎　6点
- 入江茂弘（フリー）　5点【初出場】
- T-Hawk（GLEAT）　5点【初出場】
- 本田竜輝　0点【初出場】

【Bブロック】
- 青柳優馬　7点　※優勝
- 宮原健斗　6点
- 野村卓矢（大日本プロレス）　6点【初出場】
- 諏訪魔　5点
- ヨシタツ　4点
- 羆嵐（フリー）　2点

内容

## 第43回（2023年）
参加16名
【Aブロック】
- T-Hawk（GLEAT） 10点 ※準優勝
- 青柳優馬 8点
- 宮原健斗 8点
- 本田竜輝 8点
- 小島聡（新日本プロレス） 8点
- 斉藤ジュン 6点【初出場】
- サイラス（フリー） 6点【初出場】
- ヨシタツ 2点

【Bブロック】
- 芦野祥太郎 10点 ※優勝
- 諏訪魔 8点
- 石川修司 8点
- 斉藤レイ 8点【初出場】
- 征矢学（プロレスリング・ノア） 8点
- 大森北斗 6点【初出場】
- 安齊勇馬 6点【初出場】
- 大森隆男 0点

内容
正式な大会名は「#ajpw チャンピオンカーニバル 2023」（ハッシュタグ・シャープ・エージェーピーダブル・チャンピオンカーニバル2023）とした。
Jr. TAG BATTLE OF GLORYと同時開催。当初出場予定であった野村直矢が負傷欠場となり、大森隆男が代替出場。

## 第44回（2024年）
参加16名
【Aブロック】
- 宮原健斗 12点　※優勝
- デイビーボーイ・スミスJr.（MLW） 10点
- 青柳優馬 8点
- 芦野祥太郎 6点
- 黒潮TOKYOジャパン（フリー） 6点
- サイラス（フリー） 6点
- 大森北斗 4点
- 綾部蓮 4点

【Bブロック】
- 斉藤ジュン 10点　※準優勝
- 諏訪魔 8点
- 斉藤レイ 8点
- 安齊勇馬 8点
- 鈴木秀樹（フリー）8点
- ロード・クルー 6点
- 本田竜輝 4点
- ハートリー・ジャクソン（フリー） 4点

内容
開幕は4月18日後楽園、優勝戦は5月12日横浜BUNTAI。初出場選手は綾部蓮、デイビーボーイ・スミスJr.、鈴木秀樹、ハートリー・ジャクソン、ロード・クルーの5名。他団体所属選手の参戦がないのは2020年以来。

## 第45回（2025年）
参加18名
【Aブロック】
- 鈴木秀樹 12点（Aブロック1位）
- 宮原健斗 12点 （Aブロック2位）※準優勝
- デイビーボーイ・スミスJr.（MLW） 10点
- 斉藤ジュン 10点
- 羆嵐（フリー） 8点
- 真霜拳號（2AW） 8点
- 芦野祥太郎 6点
- ザイオン（フリー）【初出場】 4点
- 吉田隆司（DRAGON GATE） 2点

【Bブロック】
- 本田竜輝 10点（Bブロック1位）
- 斉藤レイ 10点 （Bブロック2位）※優勝
- 青柳優馬 8点
- 安齊勇馬 8点
- 綾部蓮 8点
- マイク・D・ベッキオ（フリー）【初出場】 8点
- 菊田円（DRAGON GATE）【初出場】 8点
- エーグル・ブラン（フリー）【初出場】 6点
- 大森北斗 6点

優勝者決定トーナメント
|  | 準決勝   | 準決勝   |  |  | 決勝戦 | 決勝戦 |
|  |          |          |  |  |        |        |
|  |          |          |  |  |        |        |
|  |          |          |  |  |        |        |
|  | 宮原健斗 | Pin      |  |  |        |        |
|  | 宮原健斗 | Pin      |  |  |        |        |
|  | 本田竜輝 |          |  |  |        |        |
|  | 斉藤レイ | Pin      |  |  |        |        |
|  | 斉藤レイ | Pin      |  |  |        |        |
|  |          | 宮原健斗 |  |  |        |        |
|  | 鈴木秀樹 |          |  |  |        |        |
|  |          |          |  |  |        |        |
|  | 斉藤レイ | KO       |  |  |        |        |
|  | 斉藤レイ | KO       |  |  |        |        |

内容
開幕は4月9日後楽園、各ブロック上位2名ずつ参加の優勝者決定トーナメントは5月18日大田区総合体育館。当初はAブロックにサイラスが参戦する予定だったが、本人の体調不良により欠場、3月29日大田区総合体育館大会で同じ北斗軍の吉田隆司が参戦表明。翌30日に代打出場が決定した。